# Rosewater
Rosewater – komputerowa gra przygodowa wskaż i kliknij stworzona przez studio Grundislav Games i wydana przez Application Systems Heidelberg na komputery z systemami Windows, Linux i OS X.  Premiera odbyła się 27 marca 2025 roku.

## Fabuła
Akcja gry rozgrywa się w tym samym świecie, co poprzednia gra studia, Lamplight City. Dziennikarka Harley Leger przybywa do tytułowego miasteczka Rosewater, aby rozpocząć pracę w lokalnej redakcji. Jej pierwszym zadaniem zostaje przeprowadzenie wywiadu z legendarnym rewolwerowcem o pseudonimie Gentleman Jake. Harley postanawia towarzyszyć Jake'owi podczas jego misji poszukiwania zaginionego naukowca.

## Odbiór gry
Rosewater zebrał pozytywne recenzje, uzyskując ocenę zbiorczą 83% na portalu Metacritic i 82% na portalu Opencritic. Krytycy chwalili warstwę fabularną, postacie, nieliniowość rozgrywki oraz unikalną steampunkową scenerię.